# Korazsežnost
Korazsežnost (oznaka je {\displaystyle \operatorname {codim} }) je v matematiki geometrijski pojem, ki se nanaša na podprostore v vektorskih prostorih. Prav tako se lahko nanaša na podmnogoterosti v mnogoterostih.  
Dualni pojem je relativna razsežnost.

## Definicija
Korazsežnost je relativni pojem. Korazsežnost je definirana samo za objekte, ki so definirani znotraj drugega. Ni mogoče določiti korazsežnosti samega vektorskega prostora, ampak samo korazsežnost vektorskega podprostora. 
Če je W linearni podprostor končno razsežnega vektorskega prostora V, potem je korazsežnost podprostora W v V razlika med razsežnostmi:
{\displaystyle \dim(W)+\operatorname {codim} (W)=\dim(V)}.
Je komplement razsežnosti linearnega  podprostora W v tem,   da nam skupaj z razsežnostjo za W da razsežnost za V:
{\displaystyle \dim(W)+\operatorname {codim} (W)=\dim(V).}
Podobno v primeru, ko je N podmnogoterost  ali podvarieteta v M, je korazsežnost za N v M enaka 
{\displaystyle \operatorname {codim} (N)=\dim(M)-\dim(N).}
Tako kot je razsežnost podmnogoterosti enaka razsežnosti tangentnega svežnja, tako je korazsežnost enaka razsežnosti  normalnega svežnja (sveženj je posebni primer vlaknenja).
Splošneje lahko rečemo, da v primeru ko je W linearni podprostor po možnosti končno razsežnega vektorskega prostora V, potem je korazsežnost podprostora W , ki je v vektorskem prostoru V enaka razsežnosti kvocientnega prostora V/W, ki je znan kot kojedro podmnožice. Za končno razsežne vektorske prostore se to ujema s prejšnjo definicijo
{\displaystyle \operatorname {codim} (W)=\dim(V/W)=\dim \operatorname {coker} (W\to V)=\dim(V)-\dim(W)}.